# Neogale vison
Il visone americano (Neogale vison (von Schreber, 1777)) è un mammifero carnivoro della famiglia dei Mustelidi. Precedentemente classificato nel genere Mustela, è stato inserito nel 2021, assieme ad altre quattro specie, nel genere Neogale.

## Distribuzione
La specie è originaria del Nord America, dove con una quindicina di sottospecie vive in un vasto areale che comprende tutti gli Stati Uniti (fatta eccezione per l'Arizona) e gran parte del Canada a sud del Circolo polare artico: sono stati inoltre introdotti a Terranova.

Si tratta di animali semiacquatici, pertanto essi colonizzano qualsiasi ambiente a contatto con l'acqua (corsi d'acqua, laghi, paludi etc.), prediligendo le aree costiere con fitta vegetazione rivierasca ma dimostrandosi estremamente adattabile.

### L'introduzione in nuovi ambienti
Nella seconda metà del XIX secolo la specie cominciò a venire allevata intensivamente in cattività, ai fini di sfruttarla per la sua pregiata pelliccia: nel 1866 venne selezionata la sottospecie domestica, ottenuta a partire dall'incrocio mirato delle tre sottospecie ingens, melampeplus e vison, scelte per caratteristiche di dimensioni e qualità del pelo. I visoni americani così ottenuti vennero importati in grandi quantità in allevamenti intensivi sorti in varie parti dell'Asia, del Sud America e dell'Europa.
Col tempo, vennero a crearsi delle popolazioni rinselvatichite di questi animali, dovute alla fuga accidentale di animali dagli allevamenti od incentivate dal governo stesso (ad esempio nell'allora Unione Sovietica). Tali popolazioni sono spesso entrate in conflitto col visone europeo (Mustela lutreola), spesso a discapito di quest'ultimo, per questo è considerato una specie invasiva.
In Italia, la specie (importata a partire dagli anni cinquanta) è diffusa nelle aree circostanti ai grandi allevamenti del Nord, oltre che in Sardegna (Flumendosa, Lago Omodeo): tali popolazioni generalmente si dimostrano non autonome dal punto di vista riproduttivo, fatta eccezione per la popolazione dei Monti Sibillini e Simbruini.

## Descrizione

### Dimensioni
Raggiunge la lunghezza di 60 centimetri, di cui 15 spettano alla coda. Il peso si attesta in media attorno al chilogrammo, coi maschi che pesano in media il 25% in più rispetto alle femmine.

### Aspetto
Il corpo ha una forma allungata e slanciata ed è ricoperto da pelo folto e dall'aspetto sericeo (dovuto alle sostanze oleose che lo rendono impermeabile), di colore generalmente uniforme bruno o nerastro (anche se le varietà domestiche presentano una gamma di colori), con una caratteristica macchia bianca sul mento. Sotto lo strato di pelo superficiale è presente un ulteriore strato di sottopelo soffice ed isolante.

Le zampe sono corte e presentano delle membrane interdigitali parziali che aiutano la propulsione in acqua.

## Biologia
Il visone americano ha abitudini prevalentemente notturne: durante il giorno dorme in tane agli argini dei fiumi che non scava mai da solo, ma ottiene occupando i rifugi di altre specie acquatiche (specialmente il topo muschiato), scacciandone od uccidendone il legittimo proprietario. All'interno della propria tana, qualora non già presenti, essi accumulano erba secca o peli di animali, spesso utilizzando il pelo o le piume delle proprie prede.

Si tratta di animali solitari, in particolare i maschi si rivelano particolarmente intolleranti nei confronti di conspecifici dello stesso sesso: i territori di maschi e femmine possono invece sovrapporsi nelle aree periferiche. Per evitare episodi di aggressività intraspecifica, questi animali sono soliti marcare il proprio territorio con delle ghiandole sottocaudali che emettono un secreto dall'odore muschiato. L'estensione del territorio varia a seconda della disponibilità di cibo e del numero di tane in cui insediarsi presenti nella zona.
I visoni americani sono ottimi nuotatori e possono percorrere sott'acqua fino a 30 m, giungendo sino a 5 m di profondità: la loro scarsa capacità di immagazzinare l'ossigeno e la loro scarsa capacità visiva sott'acqua li rendono tuttavia relativamente poco efficienti alla caccia subacquea se comparati, ad esempio, con la lontra.

### Alimentazione

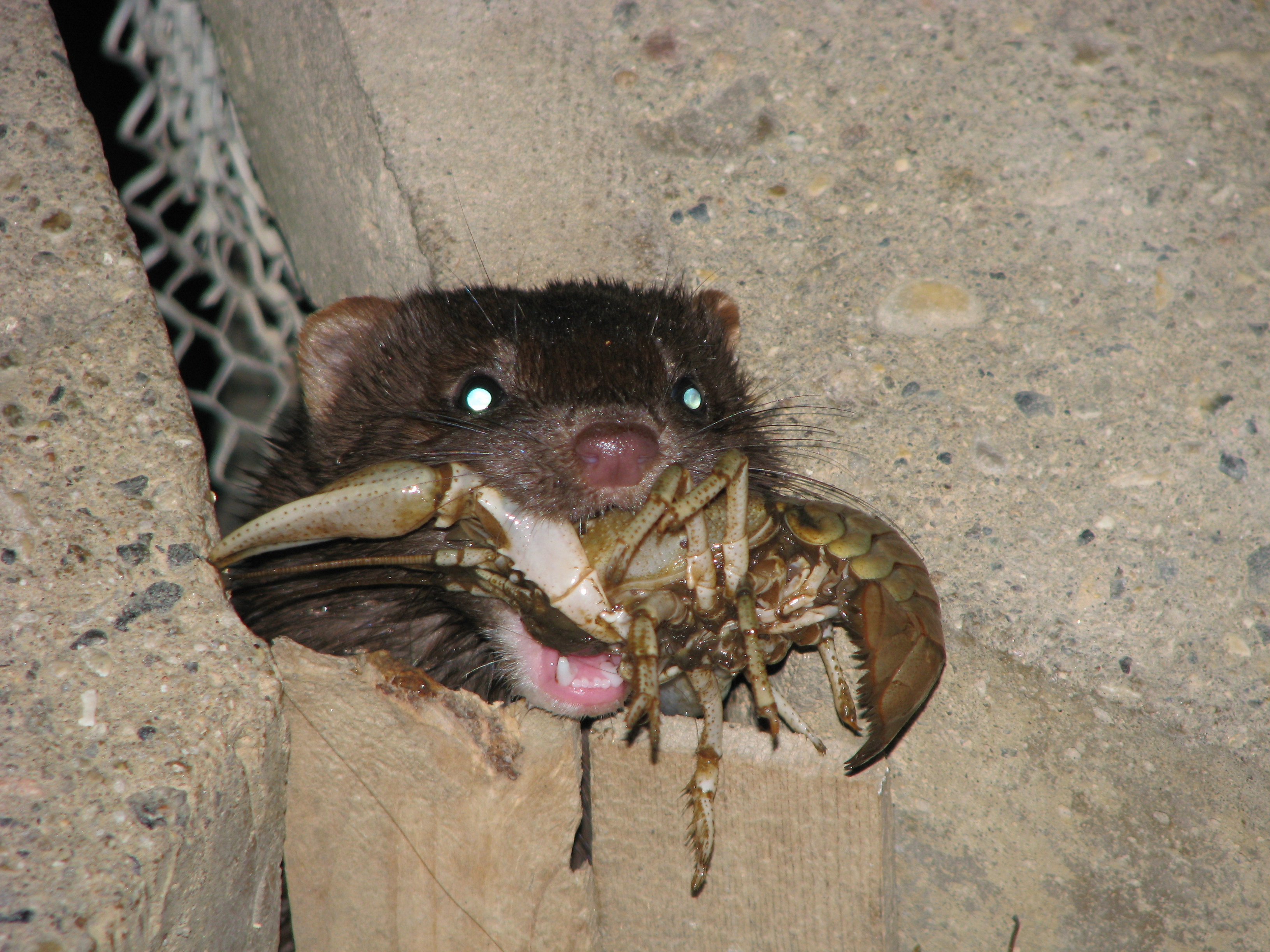
Visone che si nutre di un gambero

Il visone americano è una specie carnivora: può cacciare indifferentemente sulla terra ferma ed in acqua, oltre a poter saltuariamente arrampicarsi sugli alberi per raggiungere una preda. Si dimostra una specie generalista ed opportunista, si nutre cioè di ciò che è maggiormente disponibile nella zona in cui vive (pesci, crostacei, rane, molluschi, uccelli acquatici, uova, roditori etc.). La dieta tende a variare in modo considerevole a seconda della stagione: in particolare, il visone tende a nutrirsi maggiormente di pesci d'inverno e a concentrarsi invece su uccelli e piccoli roditori in altre stagioni.
A causa della sua dieta, nelle zone in cui è stato introdotto il visone entra in competizione con altre specie, in primis con l'affine visone europeo, ma anche con la lontra e la puzzola. Esso esercita inoltre una forte pressione predatoria su alcune specie autoctone, come la folaga e l'arvicola d'acqua, causandone una drastica riduzione numerica in zone dove le popolazioni di questa specie presentano alte densità.

### Riproduzione
Si riproduce una volta all'anno. Gli accoppiamenti nell'emisfero nord avvengono di solito in febbraio-marzo e i piccoli nascono in maggio. Le cucciolate sono in di circa 6-7 piccoli. I visoni si disperdono quando raggiungono i quattro-cinque mesi di età e raggiungono la maturità sessuale a 10 mesi.
La speranza di vita di questi animali in natura è di circa 3-4 anni, mentre in cattività vivono fino ad oltre 10 anni.

## Il visone americano in cattività

### L'allevamento

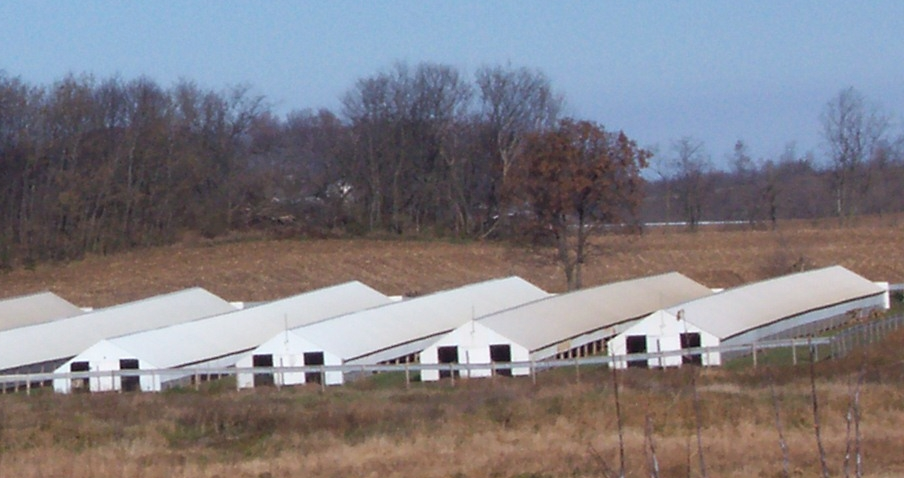
Un allevamento di visoni da pelliccia.

Si calcola che più del 30% degli animali in cattività riesca ad evadere dalle gabbie, tanto autonomamente che a seguito di raid animalisti. 
Numerosi esemplari nel corso degli anni sono stati così liberati in un ambiente alloctono, spesso già colonizzato da altri conspecifici fuggiti dagli allevamenti.
La chiusura di alcuni allevamenti, inoltre, ha causato la liberazione di grandi quantità di questi animali in alcune aree (similmente a quanto avvenuto con la nutria), rendendo quindi la tanto auspicata cessazione dell'attività conciaria un possibile disastro ecologico.
L'introduzione deliberata di questi animali ha esiti disastrosi anche sulla specie nel complesso: i visoni americani della sottospecie domestica, che sono poi quelli allevati in cattività, hanno minori dimensioni cerebrali (-20%), cardiache (-8%) e renali (-28%) rispetto alle sottospecie selvatiche, inoltre avendo sempre vissuto in cattività non sempre sono abituati a procacciarsi il cibo e difendere un proprio territorio: ciò vuol dire che la maggior parte degli animali "liberati" muore entro due mesi dalla liberazione, generalmente per fame o per ferite riportate da combattimenti con altri esemplari (dovuti all'alta densità di animali che si viene improvvisamente a trovare in uno spazio ristretto), avendo però nel frattempo il tempo di accoppiarsi con esemplari puri o con femmine di visone europeo (che raggiungono l'estro con qualche mese di ritardo rispetto al visone americano, ma comunque non si accoppiano nuovamente per quell'anno e non producono prole dopo l'accoppiamento con visoni americani).
Verso la metà degli anni ottanta venne scoperta una malattia, l'encefalopatia trasmissibile dei visoni (TME), un prione comparabile a quello che causa l'encefalopatia spongiforme bovina (BSE) e che può causare altissimi tassi di mortalità negli allevamenti di questi animali: tale agente patogeno pare inoltre trasmissibile reversibilmente a bovini ed ovini, dalle cui carni infette i visoni potrebbero essere stati contagiati.

### Il visone come animale domestico
Nonostante vengano allevati in cattività da circa un secolo e mezzo, i visoni non sono mai stati del tutto addomesticati: la selezione della razza, infatti, piuttosto che sulla docilità, si è sempre basata sulla taglia e sulla qualità ed uniformità del colore del pelo. Perciò, se tenuti come animali domestici, i visoni si possono dimostrare piuttosto aggressivi e mordaci: tuttavia, essi sono assai curiosi ed intelligenti, sempre pronti al gioco. Sfruttando tali qualità, dopo un processo lungo e piuttosto difficoltoso, il visone americano può essere addomesticato con successo.